# Henri François d'Aguesseau
Pour les articles homonymes, voir Famille d'Aguesseau et D'Aguesseau.
Henri François d'Aguesseau, seigneur de Fresnes, est un magistrat et parlementaire français, né le 27 novembre 1668 à Limoges et mort le 9 février 1751 à Paris.

## Biographie
Henri François d'Aguesseau, fils d'Henri d'Aguesseau, maître des requêtes et intendant du Limousin, de Guyenne puis du Languedoc, et de Claire Eugénie Le Picart de Périgny, nièce d'Omer Talon, issu d'une famille parlementaire récemment anoblie (1594), est élevé dans un milieu fortement influencé par le jansénisme. Lui-même épouse, le 4 octobre 1694, Anne Françoise Lefèvre d'Ormesson (1678-1735), également issue d'une grande famille de robe. Ce mariage représente, selon un contemporain, Achille de Harlay, « l'alliance du mérite et de la vertu ». Il favorise la carrière du frère d'Anne-Françoise, Henri François de Paule Lefèvre d'Ormesson.

### Parlementaire
Après avoir étudié le droit sous la direction de Jean Domat, dont l'influence se fait sentir à la fois dans ses écrits et dans son œuvre législative, d'Aguesseau fait une brillante carrière au service du roi. D'abord avocat du roi au parquet du Châtelet (1689), il devient en 1691, avocat général au Parlement de Paris, où il se fait remarquer par son éloquence. Le 24 septembre 1700, il est nommé procureur général, toujours au Parlement de Paris. Dans ces fonctions, il défend les libertés de l'Église gallicane et résiste à la promulgation de la bulle Unigenitus de 1713 condamnant le jansénisme, très bien implanté dans les milieux parlementaires. Il doit contribuer, contre ses propres principes, à faire accepter par les Parlements la bulle papale Unigenitus de 1713 condamnant le jansénisme : il consent à l'exil des parlementaires rebelles et fait exercer le pouvoir d'enregistrement par le Grand Conseil.
Il est l'invité des salons littéraires et des fêtes des Grandes Nuits de Sceaux de la duchesse du Maine en son château de Sceaux, dans le cercle des Chevaliers de la Mouche à Miel.

### Ministre

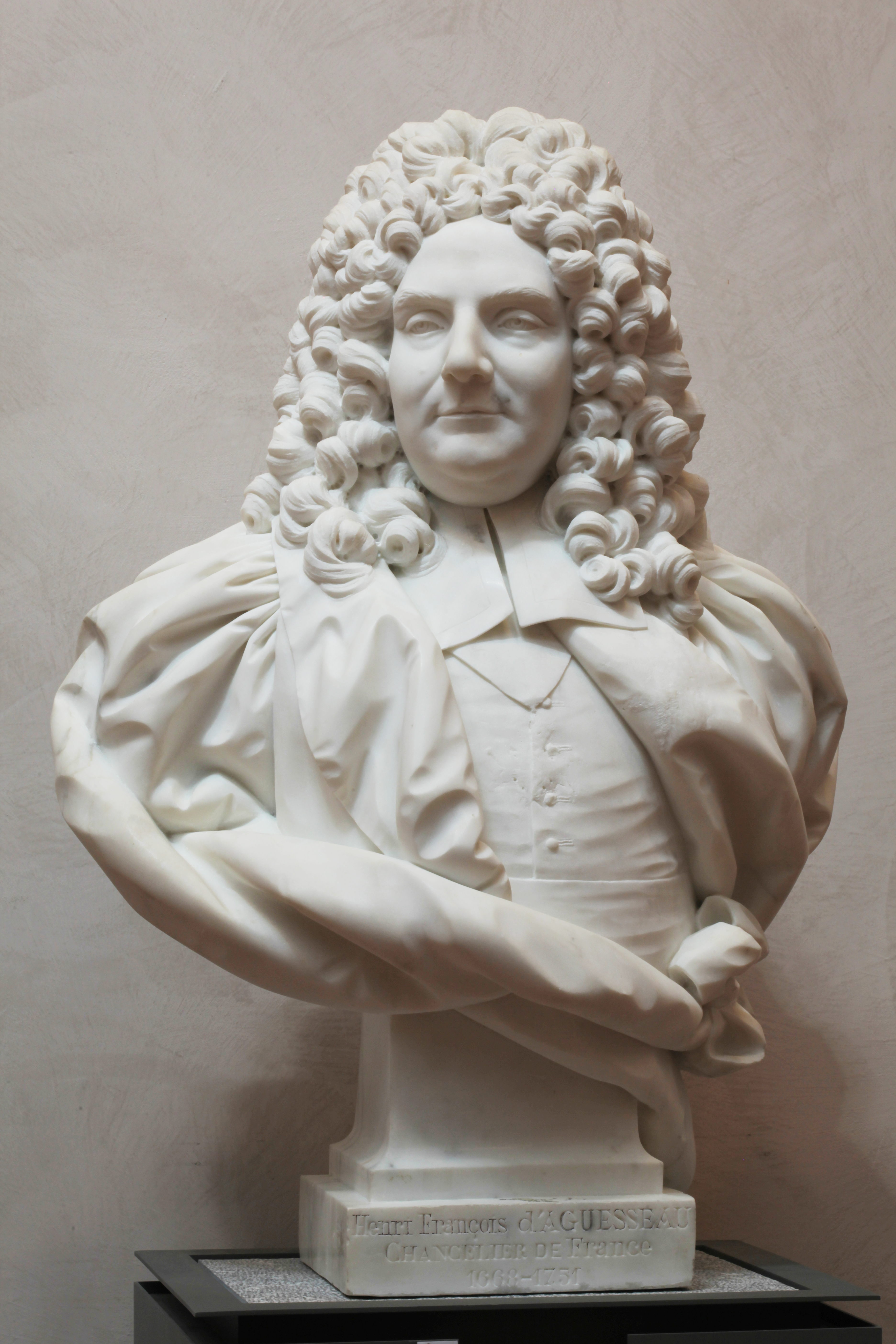
Buste du Chancelier d'Aguesseau par Jean-Baptiste Stouf.

Le Régent le nomme chancelier et Garde des sceaux en février 1717 mais l'opposition de d'Aguesseau au système de Law lui valut d'être privé des sceaux et exilé dans sa terre de Fresnes dès l'année suivante, en janvier 1718.
En juin 1720, après la chute du financier, il est rappelé, pour apaiser l'opinion. On dit que John Law lui-même avait préconisé son rappel et que cette circonstance jeta une ombre sur la popularité du chancelier. Le 21 août 1722, il est à nouveau renvoyé, à l'avènement du cardinal Dubois comme principal ministre. Retiré dans sa propriété de Fresnes, il passe cinq années qu'il se remémore avec délices, étudiant les Écritures et la jurisprudence, sans omettre la philosophie et la littérature, et même le jardinage.
Après la mort du Régent, il est rappelé en 1727 par le cardinal Fleury. Il est nommé chancelier, le 15 août de cette année, même s'il ne retrouve les sceaux que dix ans plus tard, lors de la disgrâce de Chauvelin. Il rend un lustre considérable à la fonction de chancelier de France, abaissée sous ses prédécesseurs, perdant notamment l'essentiel du pouvoir de législation au profit du contrôleur général des finances. Le 25 avril 1728, il est nommé membre honoraire de l'Académie des sciences. Il en est deux fois le président, en 1729 et 1738.
Fleury lui ayant demandé de poursuivre l'œuvre de codification du droit engagée sous Louis XIV, il fait adopter, entre 1731 et 1747, par Louis XV quatre importantes ordonnances sur les donations (1731), les testaments (1735), le faux (1737) et les substitutions fidéicommissaires (1747). Elles sont préparées par un Bureau de législation placé auprès du chancelier et par des enquêtes auprès des cours supérieures. Les Parlements font obstacle à la poursuite de ce travail. Les réformes de d'Aguesseau améliorent également les procédures judiciaires et tendent à assurer davantage d'uniformité dans l'application des lois.
Néanmoins, en matière de droit des sûretés, appelé à se prononcer sur un projet de création d'un office de Conservateur des Hypothèques, vraisemblablement dans les années 1730-1750, le chancelier est beaucoup plus réservé et donne un avis bien tranché : « Rien n'était plus contraire au bien et à l'avantage de toutes les familles que de faire trop connaitre l'état et la situation de la fortune des particuliers » et plus loin « […] en ruinant le débiteur, on ruine aussi le créancier ».
Comme garde des sceaux de France, d'Aguesseau se montre souvent indécis, et manque de fermeté à l'égard des cours souveraines, dont il a pu encourager involontairement la tendance à la rébellion contre le pouvoir royal. En 1746, il signe le privilège de l'Encyclopédie de Diderot et D’Alembert.
Le 27 novembre 1750, il démissionne de ses fonctions de chancelier, prend sa retraite. Il meurt l'année suivante, le 9 février 1751.
Magistrat et juriste éminent, orateur éloquent, d'Aguesseau n'est pas moins remarquable par ses qualités sociales, par sa piété et son immense instruction. Il s'occupe de philosophie : il laisse des Méditations métaphysiques, où il suit les pas de René Descartes. Il a conçu un système de philosophie politique qui allie rationalisme cartésien, égalitarisme, morale janséniste et gallicanisme, et qui a une influence considérable au XVIIIe siècle, où il est le maître à penser d'un grand nombre de magistrats et de juristes. Son œuvre législative est considérée, à juste titre, comme aux origines de la codification napoléonienne.

### Hommages

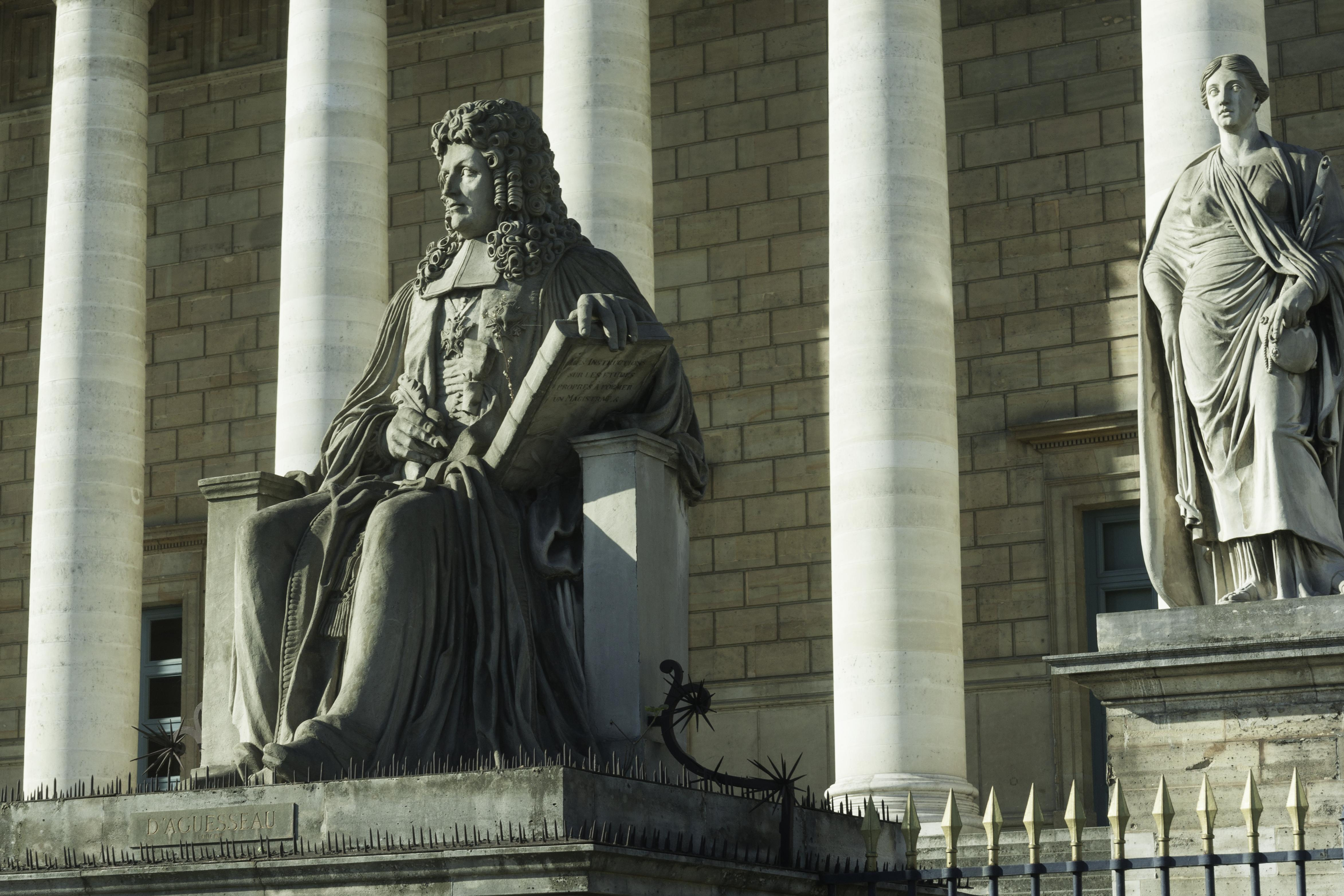
Statue au palais Bourbon.

- Sur la place devant l'église Notre-Dame-d'Auteuil, se trouve un obélisque en marbre brèche rouge, dédié « aux mânes d'Aguesseau » (Henri François d'Aguesseau), érigé en 1753, et restauré l'an IX de la République[7]. Le socle, gravé de textes latins sur deux faces, porte sur la quatrième cette inscription : « La Nature ne fait que prêter les Grands Hommes à la Terre. Ils s'élèvent, brillent, disparaissent : Leur exemple et leurs ouvrages restent ».
- L'une des quatre statues devant l'escalier du palais Bourbon, siège de l'Assemblée nationale est à son effigie. Réalisée par Jean-Joseph Foucou, elle fait partie d'un groupe de quatre statues de grands personnages de l'histoire de France. En 1989, lors d'une restauration, elles sont remplacées par des moulages.
- La façade de l’hôtel de ville de Limoges, sa ville natale, porte un médaillon de céramique le représentant.
- Statue de 1783 et réduction en marbre par Pierre-François Berruer présenté au Salon de 1779 et conservé au musée du Louvre.
- Statue de Louis-Denis Caillouette en 1853-1857, présenté dans une niche de l'aile Mollien du musée du Louvre.
- Son nom a été donné à la promotion de l'École nationale d'administration sortie en 1982.

## Famille

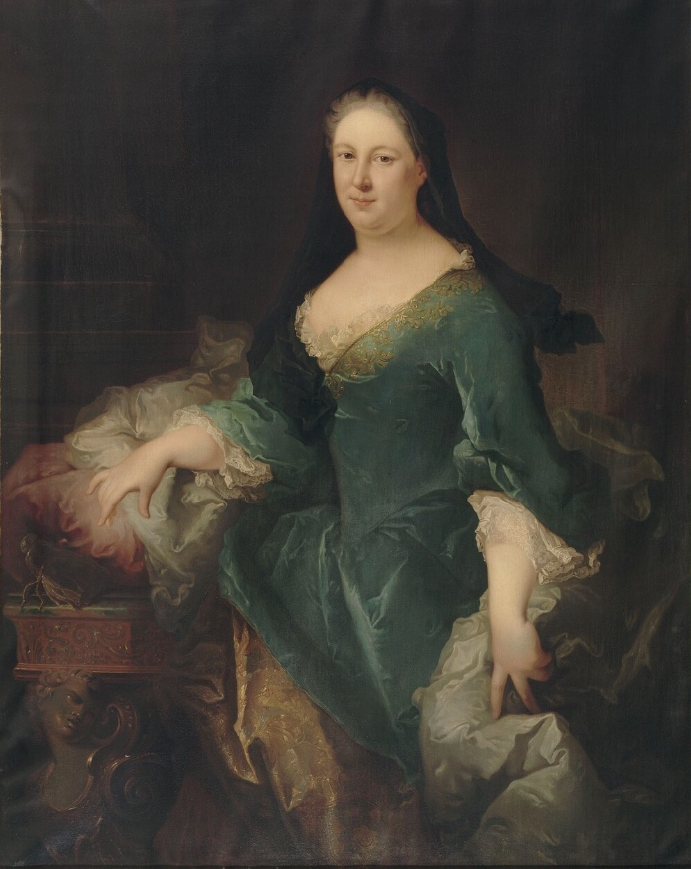
Portrait de son épouse, née Anne Lefèvre d'Ormesson.

- Antoine d'Aguesseau (1587-1645), marié en premières noces à Anne Blondeau, en secondes noces à Anne de Gyves,
  - de son premier mariage, François d'Aguesseau ( -1659), seigneur de Puisieux, maître des requêtes, président du grand conseil, sans postérité
  - de son second mariage, Henri d'Aguesseau (1638-1716), marié à Claire-Eugénie Le Picart de Périgny ( -1713),
    - Thérèse-Claire-Claude d’Aguesseau ( -1701), religieuse
    - Marie-Catherine d’Aguesseau ( -1729), mariée à Charles Marie de Saulx, comte de Tavannes
    - Henri-François d'Aguesseau (1668-1751), marié en 1689 à Anne Françoise Lefèvre d'Ormesson,  sœur de Henri François de Paule Lefèvre d'Ormesson. 
      - Henri-François-de-Paule d’Aguesseau (1698-1764), marié à Françoise-Marthe-Angélique de Nollent. Il a été successivement avocat du roi au Châtelet, avocat-général au Parlement, conseiller d’État en septembre 1729, conseiller au Conseil royal de commerce en 1757. Il a hérité de la bibliothèque de son père
      - Jean-Batiste-Paulin d’Aguesseau de Fresnes (1701-1784), comte de Compans et de Maligny. Il s'est marié en premières noces, en 1736, avec Anne-Louise-Françoise du Pré, dame de la Grange-Bleneau, morte le 13 février 1737, en secondes noces, en 1741, avec Marie-Geneviève-Rosalie le Bret, morte en novembre 1759, et en troisièmes noces, en 1760, avec Gabrielle-Anne de la Vieuville. Il a été successivement conseiller au Parlement, commissaire en la seconde Chambre des Requêtes du Palais, maître des Requêtes, conseiller d’État ordinaire, en 1734, doyen du Conseil, prévôt-maître des cérémonies de l’Ordre du Saint-Esprit. Il a hérité à la mort de son frère de la bibliothèque de son père qui a été vendue après sa mort, en 1785[8]. De son premier mariage est issue Henriette-Anne-Louise d'Aguesseau (1737-1794). De son second mariage est né Henri-Cardin-Jean-Baptiste d'Aguesseau (1747-1826), marquis d'Aguesseau, diplomate et sénateur, dernier héritier mâle de cette branche portant le nom de d'Aguesseau
      - Henri-Louis d’Aguesseau ( -1747), maréchal de camp et chevalier de Saint Louis
      - Henri-Charles d’Aguesseau de Plaintmont ( -1741)
      - Claire-Thérèse d'Aguesseau (1699-1772), mariée en 1722 à Guillaume-Antoine (1683-1742), comte de Chastellux, vicomte d’Avallon, lieutenant-général des armées du roi
      - Anne-Marie d’Aguesseau ( -1745)

    - Jean-Baptiste-Paulin d'Aguesseau ( -1723), prêtre,
    - Joseph Antoine d'Aguesseau de Valjouan (1679-1744), marié à Louise du Bois, Dame de Buillet, sans postérité
    - Madeleine d'Aguesseau ( -1740), mariée en 1700 à Pierre Hector le Guerchois, seigneur d’Averton, maître des requêtes puis conseiller d'État

## Œuvres
Les Œuvres du chancelier d'Aguesseau ont été imprimées en 13 volumes in-4 (1759-1789), mais l'édition la plus complète est celle de l'éminent juriste Jean-Marie Pardessus, publiée en 16 volumes in-8 (1818-1820) :
tome 1, 1819, tome 2, 1819, tome 3, 1819, tome 4, 1819, tome 5, 1819, tome 6, 1819, tome 7, 1819, tome 8, 1819, tome 9, 1819, tome 10, 1819, tome 11, 1819, tome 12, 1819, tome 13, 1819, tome 14, 1819, tome 15, 1819, tome 16, 1819
Sa correspondance a été éditée séparément par Dominique Bernard Rives (1823). Une sélection de ses principales œuvres parut, en deux volumes, sous le titre Œuvres choisies, avec une notice biographique, chez E. Falconnet (Paris, 1865).
La plus grande partie de ses travaux concerne des matières directement liées avec son activité politique, mais on y trouve aussi un Traité sur la monnaie, plusieurs essais théologiques, une biographie de son père qui est intéressante pour la manière dont il rend compte de l'éducation qu'il reçut de celui-ci dans sa prime jeunesse, et des méditations métaphysiques, qu'il a écrites pour tenter de démontrer qu'indépendamment de toute révélation et de toute loi positive, il y avait, dans la constitution de l'esprit humain, tout ce qui peut rendre l'homme maître de lui-même et de sa destinée.
Antoine-Léonard Thomas a écrit son Éloge. Auguste-Aimé Boullée, en 1835, et Francis Monnier, en 1859, ont donné une Histoire de la vie et des ouvrages du chancelier d'Aguesseau.

## Résidences
- La maison natale, actuellement au no 15 de la rue du Consulat, à Limoges. Bâtiment pourtant classé en ZPPAUP, victime du façadisme en 2012.
- L'hôtel d'Aguesseau, actuellement au no 18 de la rue Séguier, à Paris (6e arr.).
- L'hôtel de Bourvallais, dit aussi Hôtel de la Chancellerie, actuellement ministère de la Justice, au no 13 de la place Vendôme, à Paris, à partir de 1717.
- Le château de Puiseux à Puiseux-le-Hauberger dans l'Oise, entièrement conservé et habité.
- Le château de Fresnes-sur-Marne, près de Meaux (après 1707), dont il ne reste absolument rien.

L'hôtel d'Aguesseau à Paris, emplacement du no 41 de la rue du Faubourg-Saint-Honoré (détruit en 1842) a été la résidence de son frère, le conseiller au Parlement de Paris d'Aguesseau de Valjouan. Il est entré dans l'héritage du chancelier sans que celui-ci n'en fasse jamais sa résidence.